# Gaius Charles
Gaius Charles est un acteur américain né le 2 mai 1983, à Manhattan, New York. 
Il est notamment connu, à la télévision, pour avoir interprété le rôle de Brian « Smash » Williams dans la série NBC, Friday Night Lights, le rôle du Dr Shane Ross dans la série médicale Grey's Anatomy et le rôle de John dans la première saison de la série télévisée d'action Taken.

## Biographie

### Enfance et formation
Gaius Charles est né le 2 mai 1983 à Manhattan (New York).
Il a étudié au College of Fine Arts de l'université Carnegie-Mellon, où il a obtenu un Bachelor of Fine Arts en art dramatique et joué dans de multiples pièces dont Candide, The Wild Party et Spunk. Il a également étudié à l'Institut national d'art dramatique (Australie) à Sydney, en Australie.

### Carrière
Gaius Charles a passé environ 250 auditions avant d'obtenir un des rôles principaux de la série dramatique Friday Night Lights, de 2006 à 2008. Ce show est plébiscité par la critique et notamment récompensé par trois Primetime Emmy Awards. 

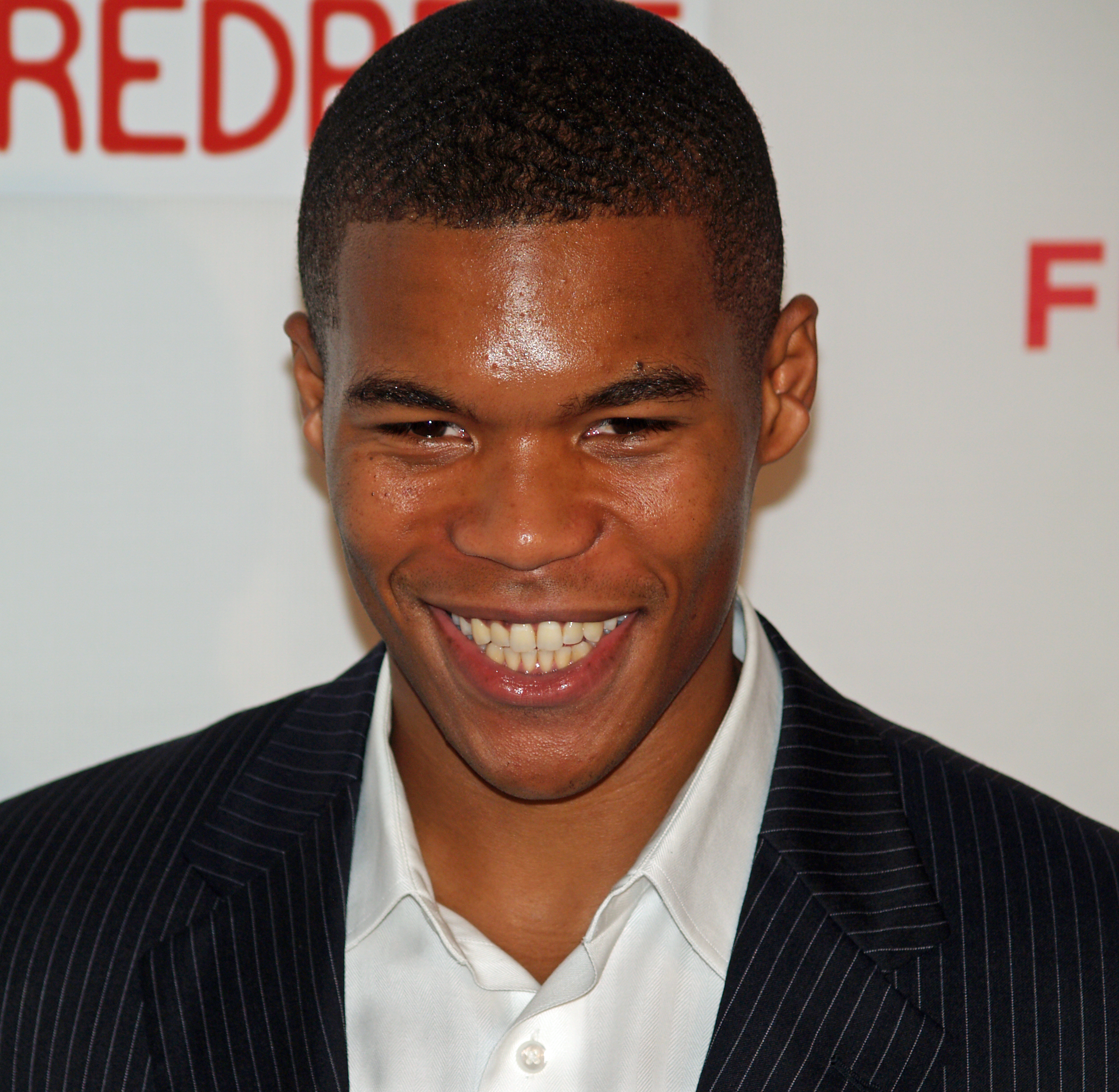
Gaius Charles lors de l'avant première du film Redbelt, durant le Festival du film de Tribeca 2008.

À la suite de son départ de la série en 2009, il est apparu dans les films Toe to Toe et The Messenger. En 2010, il décroche un rôle mineur dans le film d'action Salt, porté par Angelina Jolie ainsi que dans le thriller Takers, avec Paul Walker, Hayden Christensen et Idris Elba. 
Il retourne à la télévision et intervient dans un épisode de Pan Am et NCIS : Enquêtes spéciales avant de signer pour un arc narratif de quatre épisodes de la série La Diva du divan. Il décroche ensuite un rôle récurrent, dans la neuvième saison de la série médicale à succès, Grey's Anatomy, celui du Dr Shane Ross. Au terme de la dixième saison, son contrat n'est pas renouvelé.
En 2015, il seconde Billy Crudup et Michael Angarano dans le drame indépendant salué The Prison Experiment - L'Expérience de Stanford. Suivront des apparitions télévisuelles dans des séries installées comme Drunk History, Blindspot, Marvel : Les Agents du SHIELD avant qu'il ne signe pour sept épisodes de la série Aquarius, portée par David Duchovny. En 2016, il prête sa voix à l'un des personnages du film d'animation, directement sorti en vidéo, Batman : Mauvais Sang.  
En 2017, il rejoint la distribution principale de la première saison de la série télévisée d'action Taken aux côtés de Clive Standen et Jennifer Beals. Le show est reconduit pour une seconde saison, mais son contrat n'est pas renouvelé. 

## Filmographie

### Cinéma

#### Longs métrages
- 2009 : The Messenger d'Oren Moverman : Brown
- 2009 : Toe to Toe d'Emily Abt : Kevin
- 2010 : Salt de Phillip Noyce : Un officier de la CIA
- 2010 : Takers de John Luessenhop : Max
- 2015 : The Prison Experiment - L'Expérience de Stanford de Kyle Patrick Alvarez : Paul Vogel
- 2016 : Batman : Mauvais Sang de Jay Oliva : Batwing / Luxe Fox (voix) -directement sorti en vidéo-
- 2022 : Alice : De l'esclavage à la liberté de Krystin Ver Linden : Joseph

### Télévision

#### Séries télévisées
- 2006 : The Book of Daniel : Carver (1 épisode)
- 2006-2008 : Friday Night Lights : Brian 'Smash' Williams (41 épisodes)
- 2007 : New York, unité spéciale : Jason Odami (saison 9, épisode 8)
- 2011 : Pan Am : Joe (1 épisode)
- 2012 : NCIS : Enquêtes spéciales : Baltimore Détective Jason King (1 épisode)
- 2012 : La Diva du divan : Damon Razor (4 épisodes)
- 2012-2014 : Grey's Anatomy : Dr Shane Ross (46 épisodes)
- 2015 : Drunk History : Muhammad Ali (1 épisode)
- 2015 : Six Guys One Car : Larry (3 épisodes)
- 2016 : Blindspot : Sergent Charlie Napier (1 épisode)
- 2016 : Marvel : Les Agents du SHIELD : Ruben Mackenzie (1 épisode)
- 2015-2016 : Aquarius : Bunchy Carter (7 épisodes)
- 2017 : Taken : John (10 épisodes)
- 2020 : Roswell New Mexico : Roy Bronson
- 2023: The Walking Dead: Dead City : Perlie Armstrong

## Distinctions
Sauf indication contraire ou complémentaire, les informations mentionnées dans cette section proviennent de la base de données IMDb.

### Nominations
- Gold Derby Awards 2007 : Meilleure distribution de l'année dans une série télévisée pour Friday Night Lights